# BLOC1S2
BLOC1S2‏ (Biogenesis of lysosomal organelles complex 1 subunit 2) هوَ بروتين يُشَفر بواسطة جين BLOC1S2 في الإنسان.